# Рентгенопрозорість

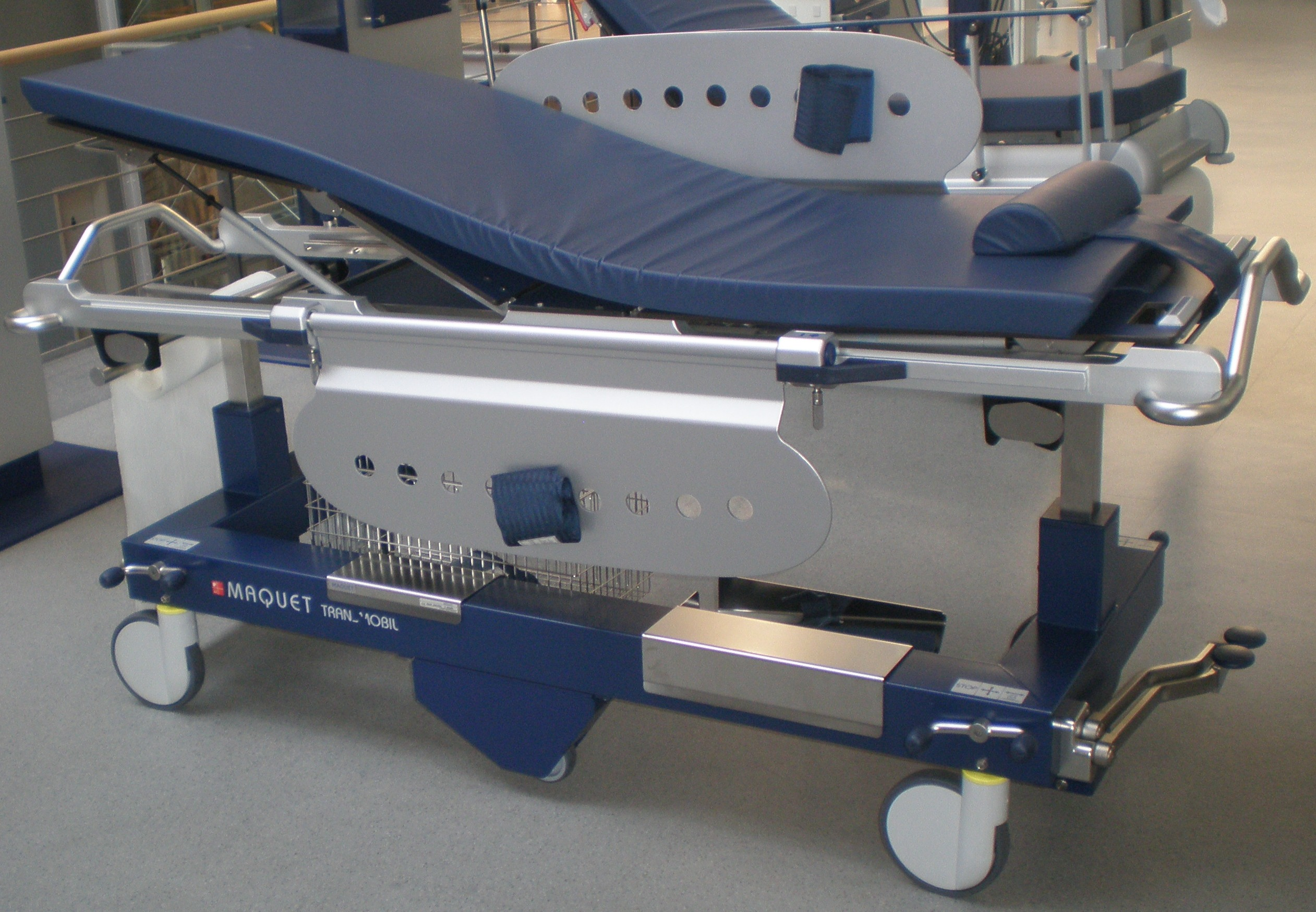
Медична каталка з повністю рентгенопрозорою стільницею й особливою конструкцією для застосування С-дуги.

Рентгенопрозорість — властивість матеріалу пропускати рентгенівські промені. Ця властивість конче потрібна для виконання рентгеноскопії й рентгенографії при установці попереднього діагнозу на медичній каталці у прийомнім відділенні лікарні, а також при проведенні хірургічної операції з використанням С-дуги. У такому випадку матеріалом для виготовлення стільниць є фіброкарбон.